# Джонни Гитара
Джонни Гитара (англ. Johnny Guitar) — американский цветной вестерн 1954 года производства Republic Pictures с Джоан Кроуфорд в главной роли. Несмотря на весьма умеренный успех у первых зрителей, фильм считается вехой в истории жанра и входит в Национальный реестр фильмов. Звучащую в заключительных титрах песню «Johnny Guitar» исполнила Пегги Ли, написавшая её в соавторстве с композитором Виктором Янгом. В 2004 году в Нью-Йорке был поставлен мюзикл «Джонни Гитара».

## Сюжет
Главная героиня фильма по имени Вена (Кроуфорд) — немолодая женщина с отчаянным нравом и тёмным прошлым, которая владеет таверной в аризонской глубинке. Строительство железной дороги обещает ей прибыльное будущее, ведь скоро сюда прибудут тысячи поселенцев. Местные жители во главе с фермершей Эммой (Маккэмбридж) предвидят скорое крушение их патриархального образа жизни. Эмма убеждает горожан, что во всём виновата Вена. Для этого у неё свои причины: именно в Вену влюблён приглянувшийся Эмме ковбой по прозвищу «Танцующий малыш» (Dancing Kid).
Под нажимом Эммы местный шериф даёт Вене и Малышу 24 часа, чтобы покинуть эти места. Перед отъездом Малыш со своей бандой нападает на местный банк, где по случайности как раз в это время оказалась Вена. Это совпадение позволяет Эмме убедить горожан в том, что Малыш и Вена — опасные преступники, которые действуют сообща. Опасаясь за свою жизнь, Вена приглашает из Альбукерке опытного стрелка Джонни по прозвищу Гитара (Хэйден), который выдаёт себя за простака-гитариста. Постепенно выясняется, что Джонни и Вена когда-то были вместе. Они не оставляют надежды связать свои жизни воедино…

## В ролях
- Джоан Кроуфорд — Вена
- Стерлинг Хэйден — Джонни Гитара (Джонни Логан)
- Мерседес Маккэмбридж — Эмма Смолл
- Скотт Брейди — Танцующий Малыш
- Уорд Бонд — Джон МакАйверс
- Бен Купер — Тёрки Ролстон
- Эрнест Боргнайн — Барт Лонерган
- Джон Кэррадайн — Старый Том
- Ройал Дэйно — Кори
- Фрэнк Фергюсон — Маршал Уильямс
- Рис Уильямс — мистер Эндрюс
- Роберт Остерлох — Сэм
- Денвер Пайл — солдат (в титрах не указан)

## Значение
Поначалу фильм воспринимался как завуалированный комментарий по поводу маккартистской охоты на ведьм. Наибольший успех он имел в Европе. Франсуа Трюффо считал «Джонни Гитару» одним из лучших вестернов. Его особенно впечатлили яркая цветовая гамма, которая идёт к безудержным эмоциям персонажей, и театральность отдельных сцен, где ковбои умирают «с изяществом балерин». По тем же причинам другой почитатель, Мартин Скорсезе, сравнил этот фильм с оперой. Оммаж этому фильму содержится в кинофарсе Педро Альмодовара «Женщины на грани нервного срыва» (1988).
С позиций сегодняшнего дня фильм воспринимается как одна из первых попыток подвергнуть ревизии традиционные для вестерна ценности. Подлинные, самые волевые и деятельные герои фильма — Вена и Эмма; мужчины (в том числе и тот, чьё имя вынесено в название фильма) только следуют их воле. Действиями едва ли не всех главных героев руководит плотская страсть. В фильме изобилует символика с фрейдистским подтекстом.